# 8-ossocoformicina reduttasi
La 8-ossocoformicina reduttasi è un enzima appartenente alla classe delle ossidoreduttasi, che catalizza la seguente reazione:
coformicina + NADP+ ⇄ 8-ossocoformicina + NADPH + H+
L'enzima è B-specifico rispetto a NADPH. Esso è in grado di ridurre anche l'8-ossodeossi-coformicina all'antibiotico nucleosidico deossicoformicina.